# Orthoclydon chlorias
Orthoclydon chlorias là một loài bướm đêm trong họ Geometridae.